# Hadj Cheriff
Pour plus de détails, voir Fiche technique et Distribution.
Hadj Cheriff est un film américain réalisé par William Kennedy Laurie Dickson, sorti en 1894.
Ce film est un des premiers tournés avec la première caméra de cinéma à défilement linéaire vertical, la caméra Kinétographe, au format 35 mm de large, à deux paires de quatre perforations par photogramme, conçue par Dickson et Heise à partir des croquis de Thomas Edison et du premier modèle qui faisait dérouler horizontalement la pellicule de 19 mm de large, à six perforations en bas du cadre.

## Synopsis
Hadj Cheriff est un acrobate et jongleur de couteaux. Pour cette prise de vues effectuée dans le Black Maria, le premier studio de cinéma de l'histoire du cinéma, l'artiste exécute des cabrioles en cascade, après s'être débarrassé d'un poignard.

## Fiche technique
- Titre : Hadj Cheriff
- Réalisation : W.K.L. Dickson
- Production : Edison Manufacturing Company
- Photographie : William Heise
- Durée : 16 secondes (le film original durait une trentaine de secondes)
- Format : 35 mm à double jeu de 4 perforations rectangulaires Edison par photogramme, noir et blanc, muet
- Pays :  États-Unis